# アルトゥール・ジーベリスト
アルトゥール・ジーベリスト（Arthur Siebelist, 1870年7月21日 - 1945年1月4日）はドイツの印象派の画家である。ハンブルクで美術教師として後進を育成した。

## 略歴
ドレスデンのロシュヴィッツ(Loschwitz)に生まれた。ハンブルクで育ち、装丁などの工芸家の工房で美術を学んだ。1890年に1年間、ミュンヘンの王立工芸学校(Kunstgewerbeschule)で学んだ後、オランダ、フランス、イタリア、イギリスを旅して修行した。
1897年にハンブルク美術館館長アルフレート・リヒトヴァルクが主導して創られた、ハンブルク芸術家クラブ(Hamburgischer Künstlerklub)の創立メンバーとなった。このクラブの会員にはエーレン(Julius von Ehren)、アイトナー(Ernst Eitner)、イリース(Arthur Illies )、シャーパー( Friedrich Schaper）、ヴォーラース(Julius Wohlers）、ヘルプスト(Thomas Herbst）らが加わった。
1809年にハンブルクの裕福な実業家で美術収集家のエルンスト・ルンプの支援を受けて、美術学校を開き、最初の学生にはフリードリヒ・アーレルス＝ヘスターマンやフランツ・ネルケン、ヴァルター・アルフレート・ローザムがいた。1902年に、ジーベリストの作品としたはよく知られている「学生と私」(Meine Schüler und ich)が描かれた。1903年学生の一人、ゲルトルート・ブリュッケ(Gertrud Bulcke : 1875-1925)と結婚した。1905年にハンブルク芸術家協会(Hamburger Künstlerverein)の会員となり、ドイツ画家協会（Deutscher Künstlerbund）の会員にもなった。

## 作品

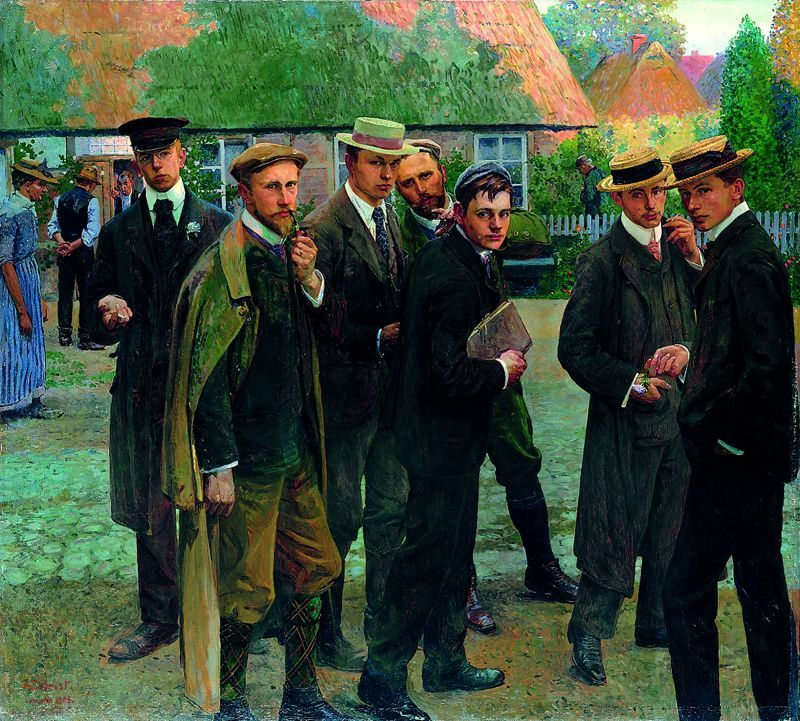
「学生と私」(1902)
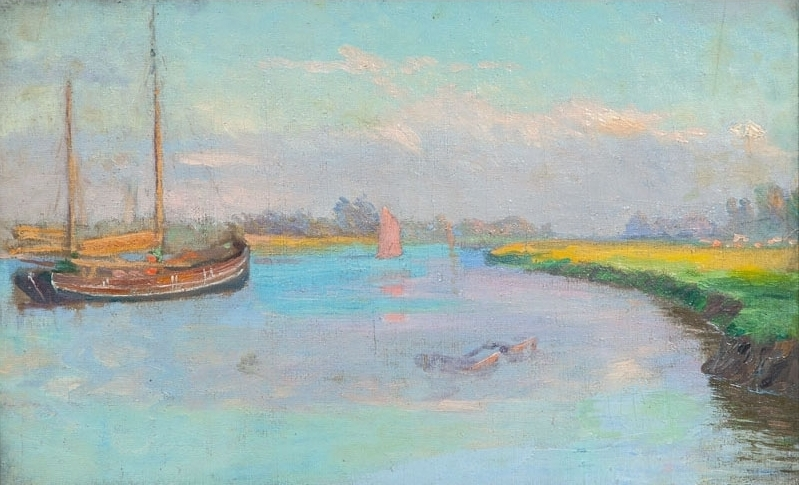
「エステ川のボート」
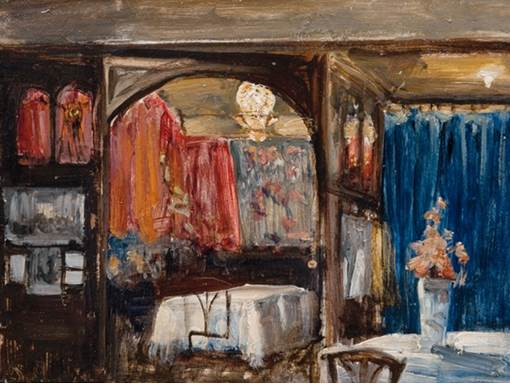
"Himmelsleiter"